# Jana Knedlíková
Jana Knedlíková (Prága, 1989. június 22. –) hatszoros bajnokok ligája-győztes cseh válogatott kézilabdázó, jobbszélső, a DHC Slavia Praha játékosa. 2022-ben bejelentette, hogy visszavonul a válogatottól.

## Pályafutása

### Klubcsapatban
Jana Knedlíková a HC Háje csapatában kezdte pályafutását. 2007-ben csatlakozott a DHC Slavia Praha csapatához. 2010-ben cseh bajnokságot, 2013-ban cseh kupagyőzelmet ünnepelhetett a klub játékosaként. 2014 nyarán Magyarországra szerződött és a Mosonmagyaróvár játékosa lett. 2015 januárjában Knedlíkovát klubja kölcsönadta a Győri Audi ETO-nak, amely a szezon végén végleg szerződtette a cseh szélsőt. A Győrrel 2016-ban és 2017-ben megnyerte a bajnokságot, 2015-ben, 2016-ban és 2018-ban a kupát, 2017-ben pedig Bajnokok ligája-győztes lett. 2018-ban újabb Magyar kupa címet szerzett, majd 2018 májusában a Ferencváros elleni bajnoki mérkőzésen bokaszalag-szakadást szenvedett, emiatt lemaradt a Bajnokok Ligája Final Fourról, amelyen csapata megvédte címét. 2020 nyarától a norvég Vipers Kristiansandban folytatta pályafutását. A Vipers csapatával 2021-ben, 2022-ben, 2023-ban és 2024-ben megnyerte a norvég bajnokságot, 2021-ben, 2022-ben és 2023-ban pedig a Bajnokok Ligáját. 2025. január 13-án klubja csődöt jelentett, mely következtében Knedlíková is új csapat után nézett. Végül a cseh bajnokságban szereplő, korábbi klubjának ajánlatát fogadta el, a DHC Slavia Praha játékosa lett.

### A válogatottban
2008-ban mutatkozott be a cseh válogatottban. Részt vett a 2012-es és 2016-os Európa-bajnokságon, valamint a 2013-as női kézilabda-világbajnokságon.

## Sikerei, díjai
- EHF-bajnokok ligája-győztes: 2017, 2018, 2019,[14] 2021, 2022, 2023
  - Ezüstérmes: 2016
- Magyar bajnokság győztes: 2016, 2017, 2018, 2019;
- Magyar bajnok: 2019[15]
- Magyar kupagyőztes: 2015, 2016, 2018, 2019

## Magánélete
Párja a szlovákiai magyar származású kézilabda menedzser és edző Hlavaty Tamás.